# 犬威赤彥
犬威赤彥（日语：／ Inui Sekihiko，3月26日—），日本漫畫家、同人作家。

## 簡歷
1997年在Comic Market（冬季）上以同人圈「MIX-ISM」首次亮相。

## 人物
興趣：欣賞龐克搖滾，因此透過自己的作品來表達本身對龐克的熱愛，例如使用樂團的實際物品作為道具和引用歌名標題。然而，出道時的他更喜歡L'Arc～en～Ciel等視覺系的樂團，而在單行本的作品解說中，留下了一段讓他對自己當時的品味感到羞愧的評論。

## 作品列表
- Fiesta!!（Coremagazine（日语：コアマガジン）〈Hot Milk Comic（日语：コミックホットミルク）〉，2003年7月發行 ISBN 4-87734-642-2）
- 漫畫派對（《月刊Comic電擊大王》2001年1月號—2005年3月號，MediaWorks〈電擊Comics〉，全5冊）
- MURDER PRINCESS（日语：MURDER PRINCESS）（《電擊帝王（日语：電撃帝王）》連載，2005年9月—10月刊，MediaWorks〈電擊Comics〉，全2冊）
- 幻想主義（角川書店〈角川Comics Ace（日语：KADOKAWAの漫画レーベル）〉，2006年4月發行 ISBN 4-04-713812-6）
- RATMAN（日语：RATMAN）（《月刊少年Ace》2007年8月號—2013年8月號，角川書店〈角川Comics Ace〉，全12冊）
- 約會大作戰 末路人十香（原作：原作：橘公司、人物原案：Tsunako，《月刊少年Ace》2014年1月號—2014年12月號，KADOKAWA〈角川Comics Ace〉，全3冊）
- THIS IS IT！製作進行東雲次郎（原作：百瀨祐一郎，《Comic Newtype（日语：コミックNewtype）》2020年10月27日[1]—2021年10月26日，KADOKAWA〈角川Comics Ace〉，全3冊）
- 快30歲才轉職成為VTuber的故事。（日语：アラサーがVTuberになった話。）（原作：、人物原案：烏鴉BTK，《KADOComi》2024年5月25日—連載中，KADOKAWA〈KADOComi〉，已出版3冊）

## 相關項目
- 日本漫畫家列表

## 外部連結
- 犬威赤彥的X（前Twitter） （日語）